# Nőmozgalmak

A feminizmus szimbóluma a Vénusz-tükör

A nők helyzete az elmúlt korok kultúráiban, civilizációban igen különböző volt. Némely kultúrákban nem tartották többre a nőket apáik, férjeik személyes tulajdonánál, másokban meglehetősen nagy szabadságot és érvényesíthető, törvényes jogokat kaptak, de még ezekben a civilizációkban is több joguk volt az általánosan felsőbbrendűnek tartott nem tagjaiknak, a férfiaknak. Ez a szócikk a protofeminizmust és az első hullámot ismerteti.

## Kezdeti követelések
A nők teljes egyenjogúságának igénye először a 18. század végén merült fel, amikor a növekvő jólét és a társadalmi fejlődés lehetővé tette, hogy műveljék magukat, s így írók, művészek kerültek ki közülük. Az 1789-es francia forradalom hatására Európa-szerte elterjedtek a radikális eszmék. Angliában 1792-ben Mary Wollstonecraft megírta a Nők jogainak védelmében című, ma már klasszikusnak számító művét. Noha a francia forradalommal szemben ellenséges brit kormány egy időre illegalitásba kényszerítette a mozgalmat, a 19. században megerősödött a politikai radikalizmus, és elérte sok célját. A nők politikai és nemi egyenjogúsága azonban nem tartozott e célok közé, hisz a viktoriánus kor nézete szerint a nő "a férfi jó angyala" volt, akinek természetes szerepe, hogy feleség, anya és otthonteremtő legyen.
A szűklátókörűséggel dacolva néhány nő követelni kezdte jogait. Kitartásukat végül siker koronázta, s megszületett a minden nőre érvényes, saját és kisgyermekeikhez és tulajdonukhoz fűződő jogokat szavatoló törvény. Bár Oxford és Cambridge kapui konokul zárva maradtak előttük, a nők főiskolákat hoztak létre saját nemük számára. Más területeken magányosan harcoló nőknek sikerült hősies erőfeszítések árán hivatásbeli sikert elérniük: elismertetni magukat. Az amerikai Elisabeth Blackwell és az angol Elisabeth Garrett Anderson, minden nehézséget legyőzve orvosi diplomát szerzett, Florence Nightingale pedig a krími háború idején végzett önfeláldozó tevékenységével a szakma rangjára emelte az ápolónők munkáját. Furcsa fintora a történelemnek, hogy míg ezek az úttörő személyiségek a munkához (mint a szabadság, függetlenség és önbecsülés kihívásának legfőbb eszközéhez) való jogért harcoltak, szegény asszonyok ezrei robotoltak embertelen körülmények között bányákban és gyárakban puszta létfenntartásukért. Ez is egyfajta "egyenlőség" volt, de legalábbis a férfiakkal megosztott nyomorúság, amelyből végül is a gyáriparra vonatkozó törvények reformja és a növekvő életszínvonal menekítette ki őket.

## Első hullám

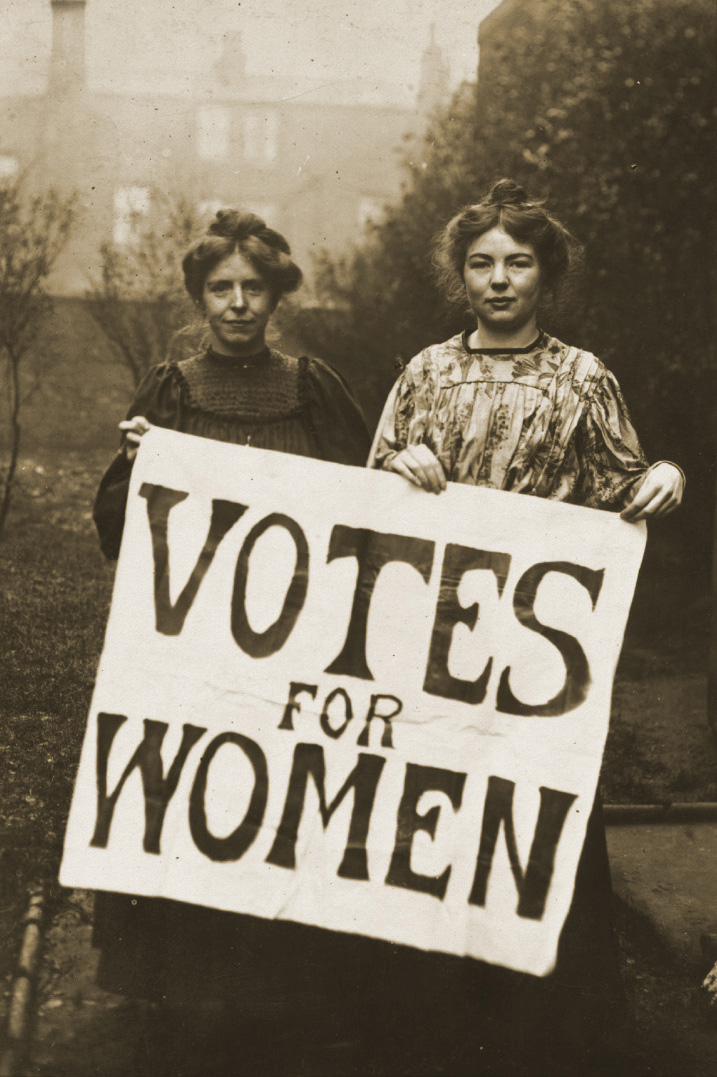
Annie Kenney és Christabel Pankhurst a nők választójogáért kampányolnak

A női reformerek és férfi szimpatizánsaik számára mind nyilvánvalóbbá vált, hogy a nők számára a legfontosabb a választójog elérése. A feminizmus első hullámának fő célkitűzéseként a nők választójogáért folytatott harc a 19. század közepén erősödött föl Nagy-Britanniában és az USA-ban, majd a századforduló idején bontakozott ki. Innen ered a „szüfrazsett” (francia: suffrage, eredetileg latin suffragium, 'választójog') elnevezés, ami az első hullám gyakran használt jelzőjévé vált. A mozgalom számos követőre talált, de csak nagyon lassan sikerült megküzdenie a hagyományos szemléletmóddal. Nagy-Britanniában a törekvések legfőbb ellenzője épp egy asszony volt, Viktória királynő.
Az események menete sok nyugati országban nagyjából azonos volt. Néhány fölvilágosult államban, (Új-Zélandon, Ausztráliában, Finnországban és Norvégiában) már az első világháború (1914-1918) előtt megkapták a nők a választójogot. Más országokban kiéleződött a küzdelem, de sehol sem volt olyan drámai, mint Angliában. 1903-ban Emmeline Pankhurst került a női szavazati jogért küzdő mozgalom legelszántabb szárnya élére. Ezek a harcosok, a szüfrazsettek (a választójog angolul suffrage) politikai gyűléseket szakítottak félbe, vasrácsokhoz, kerítésekhez láncolták magukat, így próbálván érvényt szerezni követeléseiknek. Miután nem voltak hajlandók a pénzbüntetést kifizetni, börtönbe kerültek, ahol éhségsztrájkba kezdtek, és erőszakos módszerekkel, mesterségesen táplálták őket.

## "Fegyverszünet" háborúban
Amikor kitört az első világháború, a szüfrazsettek többsége azonnal felfüggesztette a küzdelmet, és azok az asszonyok, akik a fronton harcoló férfiak helyébe léptek az üzemekben, be tudták tölteni feladatukat. Ez szétzúzta a politikai egyenlőségükkel szembeni érvek nagy részét. A brit kormány inkább megadta nekik a választójogot, mint hogy a mozgalom újbóli felerősödésével szembesüljön. A háború utáni időszakban az Egyesült Államok és számos európai állam hasonló reformokat hozott. Az elkövetkezendő években egyre többfajta munka vált hozzáférhetővé a nők számára, bérük azonban alacsonyabb maradt, és sok "férfi" szakmába sem sikerült betörniük, elenyésző kisebbséget képviseltek a politikai és üzleti élet vezetői rétegében.
A szüfrazsett mozgalom
1897 - Nőszervezetek kampányt szerveznek a nők szavazati jogának törvénybe foglalásáért.
1903 - Emmeline Pankhurst Manchesterben megalapítja a WSPU-t.
1905 - A WSPU Londonba teszi át székhelyét.
1908 - Tömegtüntetéseken követelik a választójogi reformot.
1909 - Az erőszakos események száma ugrásszerűen nő. A kényszertáplálások módszerének első alkalmazásai.
1910–11 - A szüfrazsettmozgalom időszakosan felhagy az erőszakos cselekményekkel.
1912 - Újabb zavargások. Megnő a gyújtogatások száma.
1913–14 - Bombamerényletek és erőszakhullám. Ezeknek az első világháború kitörése vet véget.
1915 - A WSPU feloszlatja magát és Nők Pártja néven működik tovább.
1918 - Választójogi reform. A 30 év feletti nők szavazati jogot kapnak a helyhatósági választások esetében.
1928 - Emmeline Pankhurst halála. Minden 21 év feletti nő általános szavazati jogot kap.

## A harc folytatódik
Ezek az okok hívták életre az 1960-as években az Egyesült Államokban a Nők Felszabadítási Mozgalmát (Women's Liberation), amely Európára is átterjedt. E mozgalom világnézetét már általánosan a feminizmus szóval jelölték. A nőjogi mozgalom története a második hullámként tekint rá. Figyelmét a nemek egyenlőségére összpontosította minden téren, s olyan, korábban kevésbé tárgyalt kérdésekkel is foglalkozott, mint a nemi erőszak, a szexuális zaklatás, az abortusz. A feministáknak sikerült több kedvező törvényt kiharcolniuk, elsősorban az egyenlő esélyek biztosítása és a bérezés területén. A törvények gyakorlati alkalmazása azonban gyakorta nehézségekbe ütközik, még akkor is, ha foganatosításuk különleges végrehajtó és ellenőrző testületeket hoznak létre. A világ sok részén a nők legelemibb emberi jogai ma is hiányoznak, sok helyen még házastársukat sem választhatják meg saját maguk.